# Franken Fran
Franken Fran (フランケン・ふらん?, Furanken Furan) è una commedia horror di Katsuhisa Kigitsu. La serializzazione è iniziata nel 2006 sulla rivista Champion Red e si è conclusa nel 2012. I capitoli sono stati raccolti in tankōbon dalla Akita Shoten, con un totale di otto volumi.
In Italia la serie è stata pubblicata da J-Pop.

## Trama
Fran è una ragazza creata dal dottor Naomitsu Madaraki, il chirurgo più famoso del mondo. Originariamente destinata a essere la sua assistente, durante l'assenza del dottore ha preso controllo della sua casa e del suo lavoro. Conduce una vita tranquilla e dedita alla ricerca scientifica, finché non le capitano per mano diversi casi medici eccezionali, che vanno dalla resurrezione alla chirurgia estetica.
La storia è caratterizzata da capitoli autoconclusivi e da un marcato umorismo nero. Quasi ogni storia si conclude con la creazione di qualche creatura mostruosa o con una sventura per i pazienti di Fran. Nonostante ciò, Fran si mostra quasi sempre soddisfatta dei risultati, fedele alla sua visione distorta ma incrollabile di preservazione della vita.